# Jeon Jong-seo
Jeon Jong-seo (* 5. Juli 1994 in Seoul) ist eine südkoreanische Schauspielerin.

## Leben
Jeon Jong-seo studierte das Fach Film an der Sejong University. Anstatt Vorlesungen zu besuchen, ging sie häufig ins Kino. Sie entschied sich, für Lee Chang-dongs neuen Film Burning (2018) vorzusprechen und erhielt wider Erwarten zu ihrem Filmdebüt gleich die Hauptrolle und eine Einladung nach Cannes zu den Filmfestspielen.
2020 war Jeon Jong-seo in dem Thriller The Call an der Seite von Park Shin-hye zu sehen. Es ist das Spielfilmdebüt des Regisseurs Lee Chung-hyun, der mit seinem Kurzfilm 몸값 Momgap, Bargain (2015) auf Filmfestivals für Aufmerksamkeit sorgte. In Deutschland wurde der Film ab 2020 bei Netflix online abrufbar. Durch Jeons Leistung in Burning wurde die Regisseurin Ana Lily Amirpour auf sie aufmerksam. Jeon übernahm daraufhin eine Hauptrolle in ihrem Fantasy-Abenteuer Mona Lisa and the Blood Moon (2021).
2022 gab sie ihr Fernsehdebüt als Tokio in Haus des Geldes: Korea.

## Filmografie
- 2018: Burning (버닝 Beoning)
- 2020: The Call (콜 Kol)
- 2021: Mona Lisa and the Blood Moon
- 2021: Nothing Serious (연애 빠진 로맨스 Yeonae Ppajin Romance)
- 2022: Bargain (몸값 Momgabs)
- 2022: Haus des Geldes: Korea (종이의 집: 공동경제구역 Jongiui Jip: Gongdonggyeongjeguyeok)
- 2023: Ballerina
- 2024: Wedding Impossible (웨딩 임파서블 Weding impaseobeul)
- 2024: Queen Woo (우씨왕후 Ussiwanghu)